# 中部森林管理局
中部森林管理局（ちゅうぶしんりんかんりきょく）は、長野県長野市にある林野庁の地方支分部局。長野県、富山県、岐阜県及び愛知県の区域を管轄している。
山梨県及び新潟県の区域は関東森林管理局（群馬県前橋市）、
石川県、福井県及び三重県の区域は近畿中国森林管理局（大阪市北区）が管轄している。

## 組織
- 中部森林管理局（長野市）
  - 名古屋事務所（名古屋市熱田区）
  - 森林技術・支援センター（岐阜県下呂市）
  - 木曽森林ふれあい推進センター（長野県木曽郡木曽町）

## 管内森林管理署

### 富山県内
- 富山森林管理署（富山市）

### 長野県内
- 北信森林管理署（飯山市）
- 中信森林管理署（松本市）
- 東信森林管理署（佐久市）
- 南信森林管理署（伊那市）
- 木曽森林管理署（木曽郡上松町）
  - 南木曽支署（木曽郡南木曽町）
- 伊那谷総合治山事業所（飯田市）

### 岐阜県内
- 飛騨森林管理署（高山市）
- 岐阜森林管理署（下呂市）
- 東濃森林管理署（中津川市）

### 愛知県内
- 愛知森林管理事務所（新城市）